# Кармел
Кармел (англ. Carmel,  / ɑːkɑːrməl / ) — місто (англ. city) в США, в окрузі Гамільтон штату Індіана. Населення — 99 757 осіб (2020).
Це одна з найбільш швидкозростаючих громад в країні. У 2012 році Кармел був обраний "Кращим місцем для життя в Сполучених Штатах" журналом CNN Money і отримав таке ж позначення від Niche.com у 2017 році і 2018 р.

## Географія
Кармел розташований на півночі Індіанаполіса за координатами 39°57′56″ пн. ш. 86°8′54″ зх. д. / 39.96556° пн. ш. 86.14833° зх. д. (39.965479, -86.148369).  За даними Бюро перепису населення США в 2010 році місто мало площу 125,74 км², з яких 122,93 км² — суходіл та 2,81 км² — водойми.

## Демографія
Згідно з переписом 2010 року, у місті мешкала 79 191 особа в 28 997 домогосподарствах у складі 21 855 родин. Густота населення становила 630 осіб/км².  Було 30738 помешкань (244/км²).
Расовий склад населення:
| - 85,4 % — білих - 8,9 % — азіатів - 3,0 % — чорних або афроамериканців - 0,2 % — корінних американців |

До двох чи більше рас належало 1,8 %. Частка іспаномовних становила 2,5 % від усіх жителів.
За віковим діапазоном населення розподілялося таким чином: 29,4 % — особи молодші 18 років, 60,2 % — особи у віці 18—64 років, 10,4 % — особи у віці 65 років та старші. Медіана віку мешканця становила 39,2 року. На 100 осіб жіночої статі у місті припадало 95,1 чоловіків;  на 100 жінок у віці від 18 років та старших — 91,6 чоловіків також старших 18 років.
Середній дохід на одне домашнє господарство  становив 143 532 долари США (медіана — 106 433), а середній дохід на одну сім'ю — 167 057 доларів (медіана — 125 524). Медіана доходів становила 93 798 доларів для чоловіків та 56 758 доларів для жінок. За межею бідності перебувало 3,9 % осіб, у тому числі 5,1 % дітей у віці до 18 років та 2,2 % осіб у віці 65 років та старших.
Цивільне працевлаштоване населення становило 43 705 осіб. Основні галузі зайнятості: освіта, охорона здоров'я та соціальна допомога — 24,1 %, науковці, спеціалісти, менеджери — 15,2 %, виробництво — 14,6 %.